# Moscow Racer
Moscow Racer es un videojuego de carreras que presenta la conducción en calles realistas de Moscú. El juego incluye una serie de elementos de un simulador (vista de la cabina del automóvil, especificaciones detalladas de los vehículos, calles realistas). 
 El juego recibió el premio "Debut del año 2008" y la conferencia de desarrolladores de juegos de Rusia y tuvo una amplia campaña mediática y promocional y se ubicó entre los 10 principales en ventas de Rusia durante varios meses, aunque la versión final del juego recibió generalmente promedio o pobres reseñas.
El juego funciona solo en Windows y se lanzó en abril de 2009.
El Moscow Racer fue desarrollado por iRS Games Studio (Moscú, Rusia) y publicado por la empresa Akella (Moscú, Rusia) en abril de 2009.

## Anuncio
El primer anuncio del juego Moscow Racer fue en Rusia en octubre de 2007. Al mismo tiempo, se publicó el primer video de demostración técnica inicial.
Alexey Cardo, el productor de Moscow Racer, fue citado en el primer comunicado de prensa del juego, describiendo las ambiciones del estudio como "Entendemos completamente que no haremos un juego absolutamente de alto nivel desde el primer paso... lo que vamos a hacer es crear una serie de juegos de carreras buenos y dinámicos. Y después de varios lanzamientos, planeamos hacer productos de la mejor calidad mundial".
En abril de 2008 se publicó otro vídeo de versión mejorada del juego.
Las versiones previas al lanzamiento del Moscow Racer se demostraron en varios eventos públicos, incluida la E3 Expo de 2008. Varios sitios y revistas han publicado sus avances del juego, en su mayoría interesados en la oportunidad de competir en las calles de Moscú de gran realismo:
GamersInfo.net: "Da, compañero de velocidad, aquí vamos!"
"Hay dos cosas que realmente se destacan en un juego de carreras callejeras: la credibilidad, en términos de verosimilitud de las carreras, así como el entorno, tener un entorno único e interesante que te coloque en una posición firme sobre dónde y porqué estás compitiendo. Moscow Racer hace esto en ambos sentidos... con suerte tendremos la oportunidad de realmente sentarnos y ver cómo se siente pisar el acelerador a fondo en un Ford Mustang en las calles de la ciudad de Moscú".
GameSpot.com: "Moscow Racer aún es muy temprano, pero su intrigante ubicación debería ofrecer un interesante cambio de ritmo para los jugadores de juegos de PC, que de todos modos no tienen muchos juegos de carreras para elegir en estos días".
En Rusia, el Moscow Racer había recibido una serie de premios durante la fase de desarrollo ("El mejor debut del año" Game Developers Conference Rusia y otros).

## Exposiciones y premios
Antes del inicio de las ventas, el Moscow Racer se demostró en varios eventos automotrices y de videojuegos a gran escala:
1. Game Developers Conference Rusia, 2008 (abril de 2008)
(Casi al mismo tiempo se lanzó el segundo tráiler del juego.Segundo tráiler de Moscow Racer
2. «Tuning Days» (espectáculo de tuners cars, dedicado al estreno en Moscú de la película «Speed» en el centro comercial Waypark, mayo de 2008)
3. Super Car&Bike Show 2008 (mayo de 2008)
4. "el día de la revista Upgrade en el centro comercial «Gorbushkin Dvor» (mayo de 2008)
5. Arena Drive festival 2008 (junio de 2008)
6. AutoExotica 2008 (julio de 2008)
7. Moscow International Auto Show (agosto de 2008)

## Socios de medios
El lanzamiento ruso del juego Moscow Racer fue copromocionado con varios medios rusos, con sus logotipos colocados en la portada del juego:
1. Mail.ru
2. Auto.ru
3. Maxim
4. 3DNews.ru
5. «Yerevan» magacín
6. «Bolshoi Sport» magacín
7. Computer Bild (enlace roto disponible en Internet Archive; véase el historial, la primera versión y la última). magacín
8. Stuff magacín
9. «What Hi-Fi?» (enlace roto disponible en Internet Archive; véase el historial, la primera versión y la última). magacín

## Lanzamiento, Recepción y Ventas
La versión final del Moscow Racer se lanzó en Rusia en la primavera de 2009, aproximadamente un año más tarde de lo esperado, y recibió malas calificaciones de la crítica, variando de "32 de 100" (malo) a "7.3 de 10".
Aun así, el juego Moscow Racer ha logrado alcanzar las 10 calificaciones de ventas principales en varios distribuidores rusos, incluidos 

1. SOYUZ: 4.º lugar (tablas de ventas del 20 de abril de 2009) 

2. Nastroeniye: 6.º lugar (tablas de ventas del 21 de mayo de 2009) 

3. Hit-Zona: 6.º lugar (tablas de ventas del 21 de mayo de 2009)
y permaneció en el top 10 de la editorial Akella durante cinco meses seguidos:

4. Abril de 2009 (décimo lugar en la lista de los más vendidos), 

5. Mayo (10),
6. Junio (10), 

7. Julio (8), 

8. Agosto (9).
A pesar de las expectativas positivas de los medios de todo el mundo (durante la etapa de desarrollo del juego), no hubo lanzamientos del Moscow Racer fuera de Rusia.

## Sucesores
'«Rally Raid 2009: the Road to Dakar» (inédito)
En el verano de 2008, iRS Games anunció otro juego de carreras, que también combina carreras y, en parte, Rusia, centrándose en los camiones de rally KAMAZ y el famoso Dakar Rally. Se anunció que el juego será "un simulador de carreras a través del continente africano, desarrollado para apoyar al equipo de rally KAMAZ, el orgullo de Rusia y el 7 veces ganador del legendario rally raid" (cita del comunicado de prensa oficial). Pero desde entonces no hubo ni publicaciones sobre el proyecto, ni el juego en sí.
"Moscow Racer: las leyendas del automóvil de la URSS"
A finales de 2010, año y medio después del lanzamiento del primer Moscow Racer, iRS Studio y la editorial Akella lanzaron en Rusia una nueva versión del juego original, llamada "Moscow Racer: Auto Legends of the USSR". El juego se centra en los coches soviéticos de los años 40 y 70. El socio principal del juego fue la revista "Auto Legends of the USSR" (grupo editorial DeAgostini).